# Simon Senft
Simon Senft (Colonia, 11 giugno 1982) è uno schermidore tedesco, vincitore di una medaglia d'oro, una d'argento ed una di bronzo ai campionati europei di scherma.

## Palmarès
In carriera ha conseguito i seguenti risultati:
- Europei di scherma

Mosca 2002: argento nel fioretto individuale e bronzo a squadre.
Bourges 2003: oro nel fioretto individuale.